# Jackie Chan
Jackie Chan (en chino, 房仕龍; nacido Chan Kong-sang; en chino, 陳港生; Cumbre Victoria, Hong Kong, 7 de abril de 1954)es un artista marcial, comediante, cantante, actor, acróbata, doble de acción, director, guionista, productor y actor de voz chino.
Su familia es de Yantai, ciudad de la provincia de Shandong, que se caracteriza por haber sido cuna de grandes luchadores marciales. Chan es de los pocos actores, junto con el tailandés Tony Jaa o el inglés Scott Adkins, que hace películas de artes marciales sin ningún doble que le sirva como ayuda durante el rodaje. El actor hacía sus propias escenas de riesgo y ha acumulado una impresionante lista de heridas, incluyendo una luxación de tobillo, una fisura de cadera y un esguince de rodilla. Su momento más cercano a la muerte se presentó durante la filmación de la cinta La armadura de Dios en 1985, cuando cayó de un árbol fracturándose el cráneo.
Ha recibido estrellas en la avenida de las Estrellas de Hong Kong y en el paseo de la fama de Hollywood. Ha sido referenciado en varias canciones populares, videojuegos e historietas. Como cantante también fue una estrella en los géneros cantopop y mandopop, habiendo lanzado varios álbumes y cantando en muchas de las bandas sonoras de las películas en las que ha actuado. También es un reconocido filántropo. En 2015, la revista Forbes estimó su fortuna en 350 millones de dólares. En el año 2016, Jackie Chan recibió un Óscar Honorífico, debido a su trayectoria profesional.

## Primeros años
Jackie Chan nació el 7 de abril de 1954 en Hong Kong como Chan Kong-sang. Hijo de Charles y Lee-Lee Chan, refugiados de la guerra civil china que terminó apenas seis años antes. Era apodado Pao-pao (que en chino significa «bola de cañón») porque era un niño muy enérgico, le pusieron por nombre «Gang Sheng», el cual significa «Nacido en Hong Kong», aunque en China se le conoce mucho más por su nombre cantonés: «Sheng Lon». Sus padres trabajaban para el cónsul francés en Hong Kong, por lo que Chan pasó sus años formativos dentro de los terrenos de la residencia del cónsul en el distrito de Victoria Peak.
Chan asistió a la escuela primaria Nah-Hwa en la isla de Hong Kong, donde no pudo superar su primer año, luego de lo cual sus padres lo retiraron de la escuela. En 1960 su padre emigró a Canberra, capital de Australia, para trabajar como jefe de cocina de la embajada de EE. UU., y Chan fue enviado a la Academia Dramática de China, una escuela de la Ópera de Pekín dirigida por el Maestro Yu Jim-yuen. Allí estudió diez años bajo una férrea disciplina, al mando del que sería años después su compañero de escena Sammo Hung, llegando a soportar hasta 19 horas diarias de entrenamiento y estudio. Finalmente se convirtió en parte de las Siete Pequeñas Fortunas, un grupo de actuación compuesto por los mejores estudiantes de la escuela, obteniendo el nombre artístico de Yuen Lo en homenaje a su maestro. Por esa época se hizo amigo cercano de Sammo Hung y Yuen Biao, trío que sería denominado Los Tres Dragones años más tarde. Después de ingresar a la industria cinematográfica, Chan junto con Sammo Hung tuvieron la oportunidad de entrenar en hapkido con el gran maestro Jin Kim, consiguiendo finalmente el cinturón negro. Jackie Chan también se entrenó en otros estilos de artes marciales como Karate, Judo, Boxeo Chino, Taekwondo, Kung fu del este, Wing Chung y Jeet Kune Do.
Comenzó su carrera apareciendo en pequeños papeles a la edad de cinco años como actor infantil. A la edad de ocho años apareció en la película Big and Little Wong Tin Bar (1962) con Li Li-Hua interpretando a su madre. Chan apareció con Li otra vez el año siguiente en The Love Eterne (1963) y tuvo un pequeño papel en la película de 1966 de King Hu Come Drink with Me. En 1971, después de aparecer como extra en la cinta A Touch of Zen, Chan firmó con la compañía cinematográfica Great Earth de Chu Mu. A los diecisiete años trabajó como especialista en las películas de Bruce Lee Fist of Fury y Enter the Dragon bajo el nombre de Chan Yuen Lung. En esta última película, Chan tiene una corta aparición como uno de los atacantes al que el personaje de Lee le rompe el cuello. Recibió su primer papel protagónico más tarde ese año en Little Tiger of Canton, que tuvo un lanzamiento limitado en Hong Kong en 1973. En ese mismo año apareció interpretando a uno de los villanos en la película El joven tigre, dirigida por Hdeng Tsu.
En 1975, debido a los fracasos comerciales de sus primeras aventuras en el cine y a muchos problemas para encontrar trabajo como acróbata, Chan aceptó actuar en la película de comedia All in the Family en la que aparece en su primera escena de sexo. Es la única película que ha hecho hasta la fecha sin una sola escena de lucha. Así, antes de cumplir veinte años, Chan ya había participado en más de 25 producciones cinematográficas como actor o como especialista.

## Carrera cinematográfica

### Primeros papeles: 1976-1979
En 1976, Jackie Chan recibió un telegrama de Willie Chan, un productor de cine de la industria cinematográfica de Hong Kong que quedó impresionado con su trabajo de acrobacias. Willie Chan le ofreció un papel de actor en una película dirigida por el reputado Lo Wei. El director había visto la actuación de Chan en la película de John Woo La mano de la muerte (1976) y su plan era convertirlo en el nuevo Bruce Lee con la película New Fist of Fury. Su nombre artístico fue cambiado a Sing Lung (también transcrito como Cheng Long, literalmente "convertirse en el dragón") para enfatizar su similitud con Bruce Lee, cuyo nombre artístico significaba "Pequeño dragón" en chino. La película no tuvo éxito porque Chan no estaba acostumbrado al estilo serio de las artes marciales de Lee. A pesar del fracaso de la película, Lo Wei continuó produciendo películas con temáticas similares, pero con poco impacto en la taquilla.
La película de 1978 La serpiente a la sombra del águila se convirtió en el primer éxito real de Jackie en su país. El director Yuen Woo-ping le permitió a Chan tener plena libertad en sus escenas de acrobacias. La película mezcló los géneros de comedia y artes marciales, estableciendo un nuevo género. La decisión de cambiar de registro y adoptar un estilo más cómico, similar al del estadounidense Buster Keaton, fue la forma en la que Chan renunció a ser el sucesor de Bruce Lee. Mientras que los personajes de Lee eran héroes severos con gran sentido de la moral, Chan interpreta a hombres comunes, de buenas intenciones y algo despistados, a menudo a merced de sus novias o familiares.
A finales de 1978 protagonizó El maestro borracho, película que finalmente le valdría el éxito en Asia. Tras el regreso de Chan al estudio de Lo Wei, el director intentó replicar el enfoque cómico de El maestro borracho produciendo las cintas Half a Loaf of Kung Fu y Spiritual Kung Fu. También le dio a Chan la oportunidad de hacer su debut como director en The Fearless Hyena. Cuando Willie Chan dejó la compañía, aconsejó a Jackie sobre su futuro en la misma. Durante el rodaje de Fearless Hyena Part II, Chan rompió su contrato y se unió a Golden Harvest, lo que llevó a Lo a chantajear a Chan mediante las tríadas, culpando a Willie por la partida de su estrella. La disputa se resolvió con la ayuda del actor y director Jimmy Wang Yu, lo que permitió a Chan quedarse en Golden Harvest.

### Éxito en la comedia de acción: 1980-1987
Willie Chan se convirtió en el mánager personal de Jackie y en su gran amigo, y lo ha sido durante más de 30 años. Jugó un papel decisivo en el lanzamiento de la carrera internacional de Chan, comenzando con sus primeras incursiones en la industria cinematográfica estadounidense en los años 1980. Su primera película de Hollywood fue The Big Brawl de 1980. Un año después interpretó un papel menor en la película The Cannonball Run, cinta que recaudó 100 millones de dólares en todo el mundo y que contó con un elenco de estrellas encabezado por Burt Reynolds y Roger Moore.
Después del fracaso comercial de El protector en 1985, Chan abandonó temporalmente sus intentos de ingresar al mercado estadounidense, enfocándose nuevamente en el mercado de Hong Kong. Las películas de Chan comenzaron a llegar a un público más amplio en el este de Asia, con éxitos iniciales en el lucrativo mercado japonés, incluidos The Young Master (1980) y Dragon Lord (1982). La película The Young Master logró batir los récords de taquilla establecidos por Bruce Lee y catapultó a Chan como la estrella principal del cine de Hong Kong. Con Dragon Lord, el actor comenzó a experimentar con elaboradas secuencias de acrobacias, incluida la escena de la pelea final donde realiza varias tomas de riesgo. Chan produjo una serie de películas de comedia de acción con sus amigos de la escuela de ópera Sammo Hung y Yuen Biao. Los tres coprotagonizaron en 1983 la película Project A, - igualmente produjo y protagonizaron una película rodada en Barcelona, España. Llamada: Los supercamorristas. Con mayoría del equipo era español; incluido los protagonistas, con Fernando Sancho a la cabeza como el jefe de la mafia. Tiene uno de los combates más espectaculares de la historia del género de Artes Marciales contra Benny "Jet" Urquidez. Uno de los grandes luchadores y campeones de mundo del Kickboxer - que introdujo un estilo de artes marciales impulsado por peligrosas acrobacias. Durante los siguientes dos años, los tres actores aparecieron en Wheels on Meals y en la trilogía original de Lucky Stars. En 1985 Chan realizó la primera película de la serie Police Story, una comedia de acción influenciada por el cine estadounidense en la que el actor realizó una serie de peligrosas acrobacias. Fue nombrada la mejor película en los Premios de Cine de Hong Kong de 1986. En 1986 Chan interpretó a "Asian Hawk", un personaje similar a Indiana Jones en la película La armadura de Dios (la 2 rodada en España) La cinta fue el mayor éxito de taquilla nacional de Chan hasta ese momento, recaudando más de 35 millones de dólares de Hong Kong.

### Secuelas exitosas y conquista de Hollywood: 1988-1998
En la película Los tres dragones de 1988 Chan actuó junto a Sammo Hung y Yuen Biao por última vez. A finales de la década de 1980 y principios de la década de 1990, Jackie protagonizó una serie de exitosas secuelas que comenzaron con Proyecto A II y Police Story 2, cinta que ganó el premio a la mejor coreografía de acción en los Premios de Cine de Hong Kong de 1989. Estas fueron seguidas por Armadura de Dios II: Operación Cóndor y Police Story 3: Super Cop, por la cual Chan ganó el premio a mejor actor en el festival de cine Golden Horse de 1993. En 1994, Chan retomó su papel de Wong Fei-hung en El maestro borracho II, filme que figura en la lista de las 100 mejores películas de todos los tiempos de la revista Time. Otra secuela, Police Story IV: First Strike, trajo más premios y éxito de taquilla nacional para Chan, aunque no fue muy bien recibida en los mercados extranjeros.
Chan reavivó su deseo de triunfar en Hollywood en la década de 1990, pero rechazó algunas ofertas iniciales para interpretar a villanos en películas de Hollywood para evitar ser encasillado en futuros papeles. Por ejemplo, Sylvester Stallone le ofreció el papel de Simon Phoenix, un criminal en la película futurista Demolition Man. Chan declinó la oferta y el papel fue tomado por Wesley Snipes.
Chan finalmente logró conquistar el mercado estadounidense en 1995 con el lanzamiento mundial de Rumble in the Bronx, logrando un seguimiento de culto en los Estados Unidos que era raro para las estrellas de cine de Hong Kong.  Fue incluso galardonado con mención honorífica con un premio a la consecución de toda una vida por los premios que daba la cadena MTV ese mismo año. El éxito de Rumble en el Bronx dio lugar al lanzamiento en 1996 de Police Story 3: Super Cop en los Estados Unidos bajo el título Supercop, que recaudó un total de 16 270 600 dólares estadounidenses. Tras actuar junto al artista marcial australiano Richard Norton en Mr. Nice Guy de 1997, su éxito en el país norteamericano se ratificó con la exitosa película de acción policial y comedia Rush Hour de 1998, protagonizada junto al actor estadounidense Chris Tucker. Rush Hour logró recaudar 130 millones de dólares solamente en los Estados Unidos y convirtió a Jackie en una estrella de Hollywood.

### Fama en Hollywood: 1999-2007

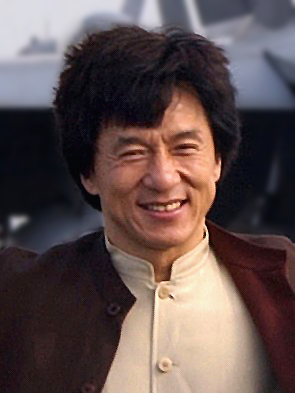
Jackie Chan el 2 de diciembre de 2002.

En 1998 Jackie protagonizó su película final para la compañía Golden Harvest, titulada ¿Quién soy? Después de dejar Golden Harvest en 1999 produjo y protagonizó junto a Shu Qi la película Peligro en Hong Kong, una comedia romántica que se centraba en las relaciones personales y presentaba solo algunas secuencias de artes marciales. Aunque Chan dejó Golden Harvest en 1999, la compañía continuó produciendo y distribuyendo dos de sus películas, la mencionada Peligro en Hong Kong (1999) y Espía por accidente (2001). Su éxito en Hollywood siguió en ascenso tras su colaboración con el actor Owen Wilson en la comedia de acción occidental Shanghai Noon, seguida de una secuela en 2003. Se reunió con Chris Tucker para la filmación de Rush Hour 2 (2001), que obtuvo un éxito aún mayor en taquilla que la cinta original. Experimentó con efectos especiales con The Tuxedo (2002) y El poder del talismán (2003), que no tuvieron tanto éxito ni crítica ni comercialmente. En 2004 se asoció con Steve Coogan en otra adaptación cinematográfica de la novela La vuelta al mundo en 80 días de Julio Verne.
A pesar del éxito de las películas Rush Hour y Shanghai Noon, Chan se sintió frustrado con Hollywood por el limitado rango de roles y la falta de control sobre el proceso de realización de las películas. En respuesta al retiro de Golden Harvest de la industria del cine en 2003, Chan fundó su propia compañía de producción cinematográfica, JCE Movies Limited, en asociación con Emperor Multimedia Group (EMG). Desde entonces, sus películas han presentado un número cada vez mayor de escenas dramáticas mientras siguen teniendo éxito en la taquilla. Ejemplos de ellos son las cintas New Police Story (2004), El mito (2005) y la exitosa Dos ladrones y medio (2006), donde interpreta a un delincuente que termina arrepintiéndose de haber secuestrado a un bebé de una familia adinerada.
El siguiente lanzamiento de Chan fue la tercera entrega de la serie Rush Hour, estrenada en agosto de 2007. La cinta recaudó en 255 millones de dólares. Sin embargo, fue una decepción en Hong Kong, recaudando solamente 3.5 millones de dólares de Hong Kong durante su fin de semana de apertura.

### Cambio de estilo: 2008-presente

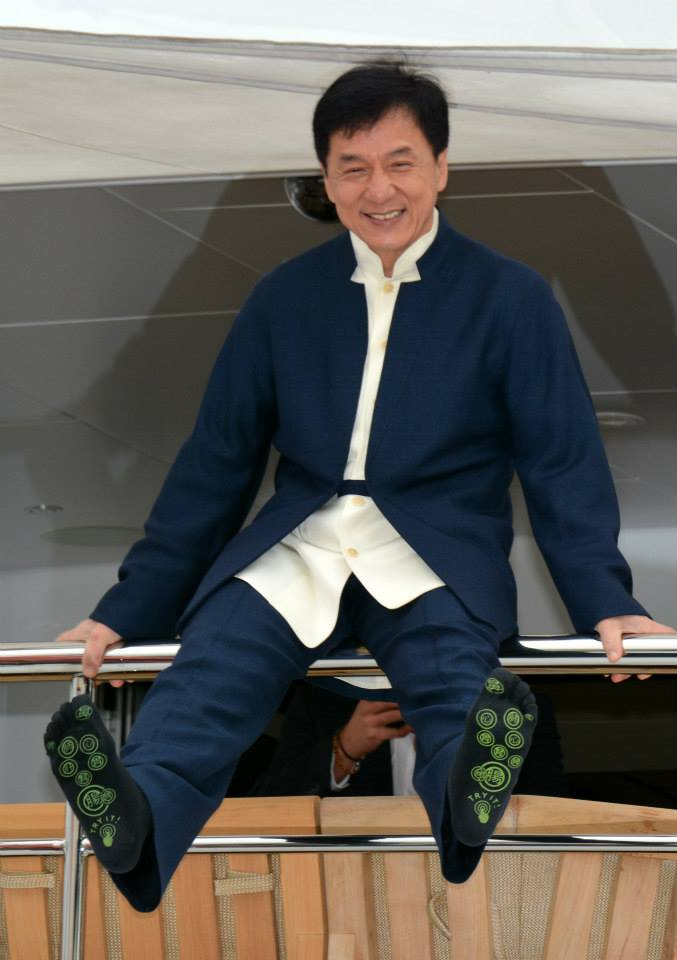
Jackie Chan en el Festival de Cine de Cannes de 2013.

La filmación de El reino prohibido (estrenada en 2008), la primera colaboración en pantalla de Chan con el también actor chino Jet Li, se completó el 24 de agosto de 2007 y la película se estrenó en abril de 2008. Ese mismo año aportó la voz para el mono en la cinta animada Kung Fu Panda, en un elenco conformado por Jack Black, Dustin Hoffman, Angelina Jolie, Seth Rogen y Lucy Liu. Además colaboró con Anthony Szeto en calidad de asesor en la realización de la película Wushu, estrenada el 1 de mayo de 2008.
En noviembre de 2007 el actor comenzó a filmar la cinta La venganza del dragón, desempeñando un papel dramático que no presenta secuencias de artes marciales. La película fue lanzada el 2 de abril de 2009. En su blog, Chan expresó su deseo de dirigir una película después de finalizar La venganza del dragón, algo que no había hecho en años. La película esperaba ser la tercera en la serie La armadura de Dios y tenía como título Armadura de Dios III: Zodiaco Chino. Finalmente la cinta fue estrenada el 12 de diciembre de 2012. Debido a que Screen Actors Guild no entró en huelga, Chan comenzó a rodar su próxima película para Hollywood, The Spy Next Door, a fines de octubre en Nuevo México. En la cinta, Chan interpreta a un agente encubierto cuyo secreto es revelado cuando cuida a los hijos de su novia. En Little Big Soldier el actor comparte el papel protagónico con Leehom Wang.
En 2010 protagonizó junto a Jaden Smith la película The Karate Kid, una nueva versión de la película original de 1984 protagonizada por Pat Morita y Ralph Macchio. En la cinta interpreta al señor Han, un maestro de Kung Fu y hombre de mantenimiento que enseña artes marciales al personaje de Jaden Smith para que pueda defenderse de los matones de la escuela. Su papel en The Karate Kid le valió a Jackie Chan el premio "golpeador favorito" en los premios Nickelodeon Kids 'Choice Awards en 2011.
En su siguiente película, Shaolin, interpreta al cocinero del templo en lugar de a uno de los personajes principales. Su centésima película, 1911, fue estrenada el 26 de septiembre de 2011. Chan fue el codirector, productor ejecutivo y protagonista de la misma. Si bien Chan ha dirigido más de diez películas durante su carrera, este fue su primer trabajo como director desde ¿Quién soy? de 1998. 1911 se estrenó en Norteamérica el 14 de octubre de 2011. Mientras se encontraba en el Festival de Cine de Cannes de 2012, Jackie anunció que se retiraba de las películas de acción citando que se estaba haciendo demasiado viejo para el género. Más tarde aclaró que no se retiraría por completo de las películas de acción, sino que realizaría menos acrobacias y cuidaría más su cuerpo.
En 2013, Chan protagonizó Police Story 2013, un reinicio de la franquicia de Police Story dirigida por Ding Sheng y estrenada en China a finales de 2013. La siguiente película de Chan, Dragon Blade, fue lanzada a principios de 2015. En 2015, Chan recibió el título de "Datuk" de Malasia mientras ayudaba a ese país a impulsar su turismo, especialmente en Kuala Lumpur, donde previamente filmó sus películas. A principios de 2017 se estrenó una nueva película de Jackie Chan titulada Kung Fu Yoga, proyecto protagonizado por Disha Patani, Sonu Sood y Amyra Dastur. La película reunió a Chan con el director Stanley Tong, quien dirigió varias películas del actor en la década de 1990. Tras el lanzamiento, la película fue un gran éxito en la taquilla, y se convirtió en la quinta película más taquillera en China, un mes después de su lanzamiento. En 2016 protagonizó Skiptrace y en 2017 hizo parte del elenco de The Foreigner, una producción anglochina coprotagonizada junto a Pierce Brosnan. En 2017 interpretó al agente especial Lin Dong en la cinta de ciencia ficción Bleeding Steel, dirigida por Leo Zhang. Ese mismo año aportó su voz en la cinta de animación The Lego Ninjago Movie en el rol del Maestro Wu e interpretó al dueño de una tienda en la película fantástica de Han Jie, Namiya.

## Carrera musical

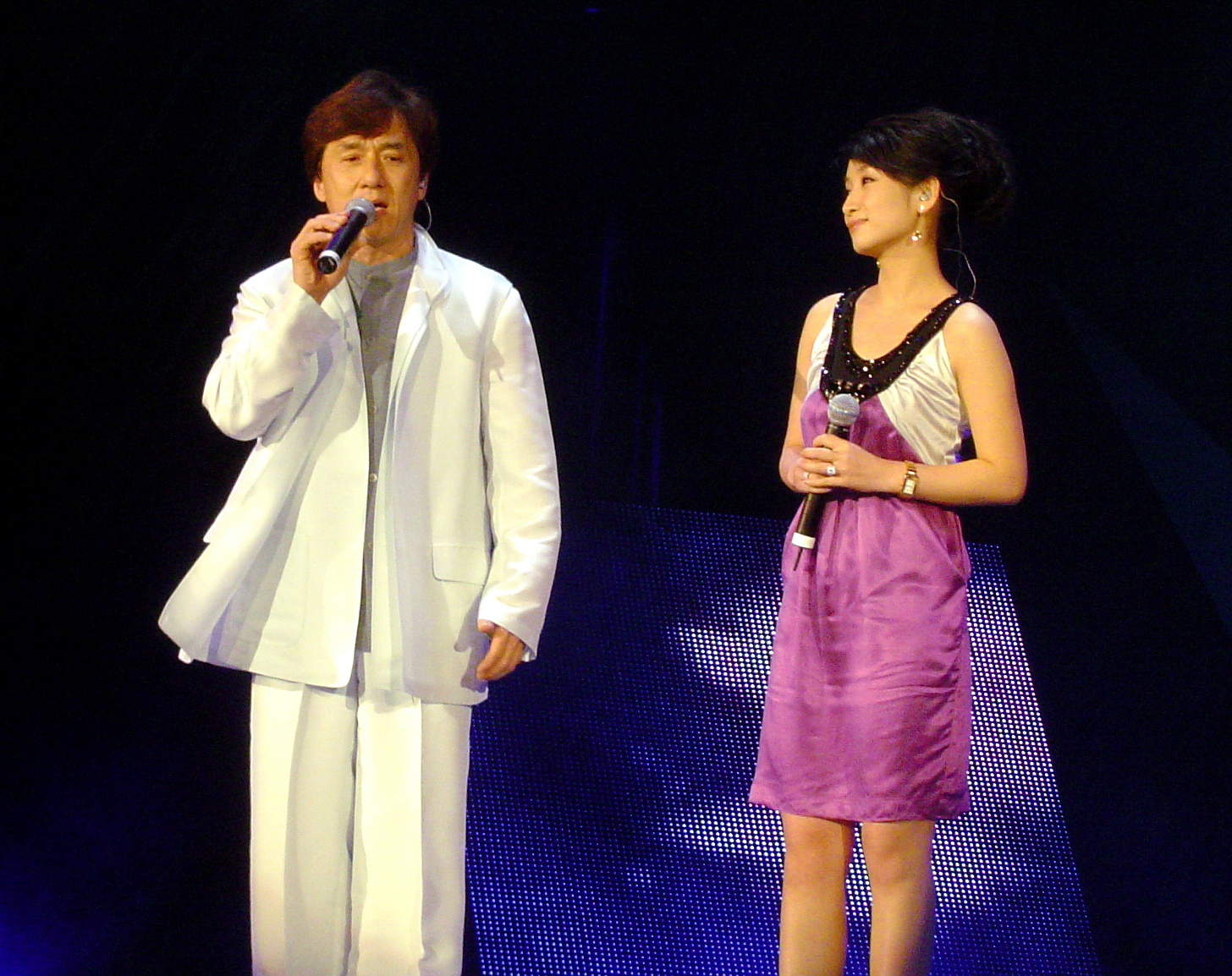
Chan y Qin Hailu cantando en Shanghái en 2006.

Chan fue instruido en canto mientras se encontraba en la Escuela de la Ópera de Pekín en su infancia. Comenzó a producir discos profesionalmente en la década de 1980 y se convirtió en un cantante exitoso en Hong Kong y Asia. Ha lanzado veinte álbumes desde 1984 y ha cantado en cantonés, mandarín, japonés, taiwanés e inglés. A menudo es el encargado de interpretar las canciones de sus películas, que normalmente se reproducen en los créditos de cierre. La primera grabación musical de Chan fue "Kung Fu Fighting Man", canción presentada durante los créditos finales de la cinta The Young Master (1980). Su canción cantonés "Historia de un héroe" (英雄 故事) (usada en la saga Police Story) fue seleccionada por la Policía Real de Hong Kong e incorporada en su anuncio de reclutamiento en 1994.
Chan aportó la voz para el personaje de Shang en el lanzamiento en chino de la película animada de Walt Disney, Mulan (1998). También interpretó la canción "I'll Make a Man Out of You" para la banda sonora de la misma. Para el lanzamiento en los Estados Unidos, B.D. Wong se encargó de la voz y Donny Osmond interpretó la canción.
En 2007 Jackie grabó y lanzó "We Are Ready", la canción oficial de la cuenta regresiva de un año para los Juegos Olímpicos de Verano de 2008. Chan también lanzó uno de los dos álbumes oficiales de las olimpiadas, titulado Official Album for the Beijing 2008 Olympic Games – Jackie Chan's Version, que contó con varias apariciones de invitados especiales. Interpretó la canción "Hard to Say Goodbye" junto a Andy Lau, Liu Huan y Wakin Chau en la ceremonia de clausura de los Juegos Olímpicos de Verano de 2008.

## Carrera académica
Chan recibió un doctorado honorífico en Ciencias Sociales en 1996 de parte de la Universidad Bautista de Hong Kong. En 2009 recibió otro doctorado honorífico de parte de la Universidad de Camboya y ha sido galardonado con una cátedra honoraria por el Colegio de Artes y Diseño de Savannah en Hong Kong en 2008.
Jackie Chan es actualmente miembro de la facultad de la Escuela de Administración Hotelera y Turística de la Universidad Politécnica de Hong Kong, donde imparte la materia gestión del turismo. A partir de 2015 empezó a desempeñarse como decano de la Academia de Cine y Televisión Jackie Chan en el Instituto de Diseño y Ciencias de Wuhan.

## Vida personal
En 1982 Chan se casó con Joan Lin, una actriz taiwanesa. Su hijo, el cantante y actor Jaycee Chan, nació ese mismo año. Como resultado de una relación extramatrimonial con Chan, Elaine Ng Yi-Lei dio a luz una hija el 18 de enero de 1999. Chan afirmó que "solo cometió una falta que muchos hombres en el mundo cometen". Sin embargo, Elaine decidió que cuidaría de su hija sin la ayuda de Chan.
Jackie habla cantonés, mandarín, inglés, francés, coreano, japonés, tailandés y lengua de señas americano. Es un ávido fanático del fútbol y apoya a la selección nacional de fútbol de Hong Kong, a la selección de Inglaterra y al Manchester City. También es copropietario del equipo de automovilismo Jackie Chan DC Racing, fundado en 2015.
Chan ha sido criticado por sus recientes posiciones políticas. En 2021, Jackie Chan anunció que quería convertirse en miembro del Partido Comunista Chino.

## Legado y filantropía

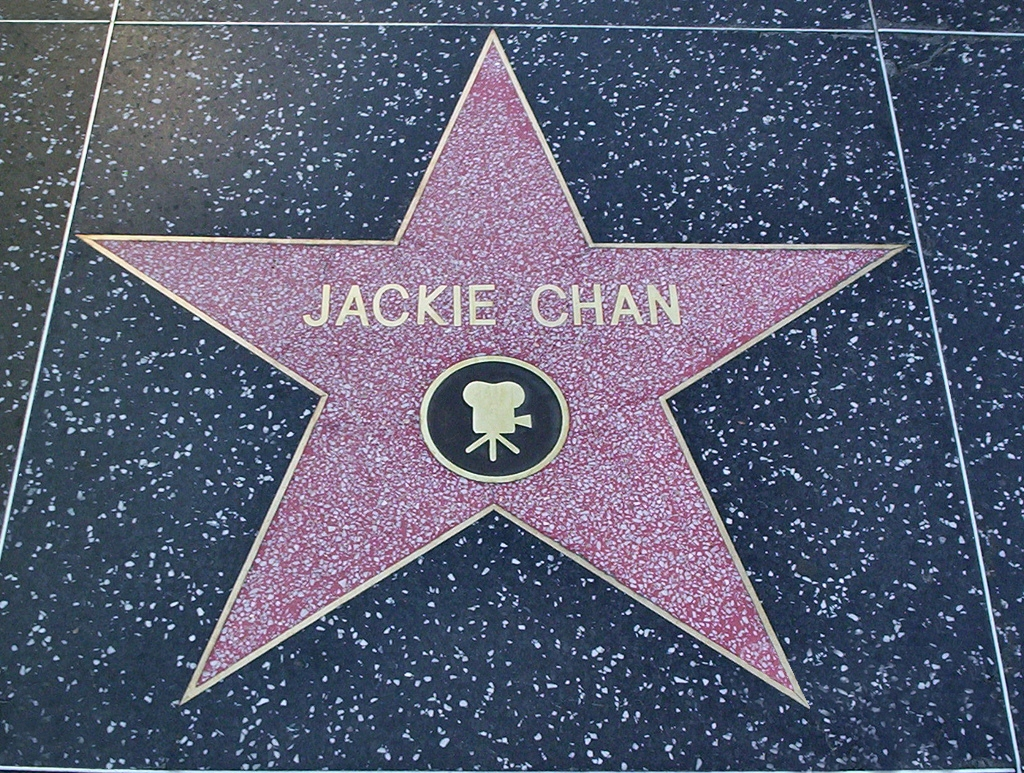
Estrella de Jackie Chan en el paseo de la fama de Hollywood

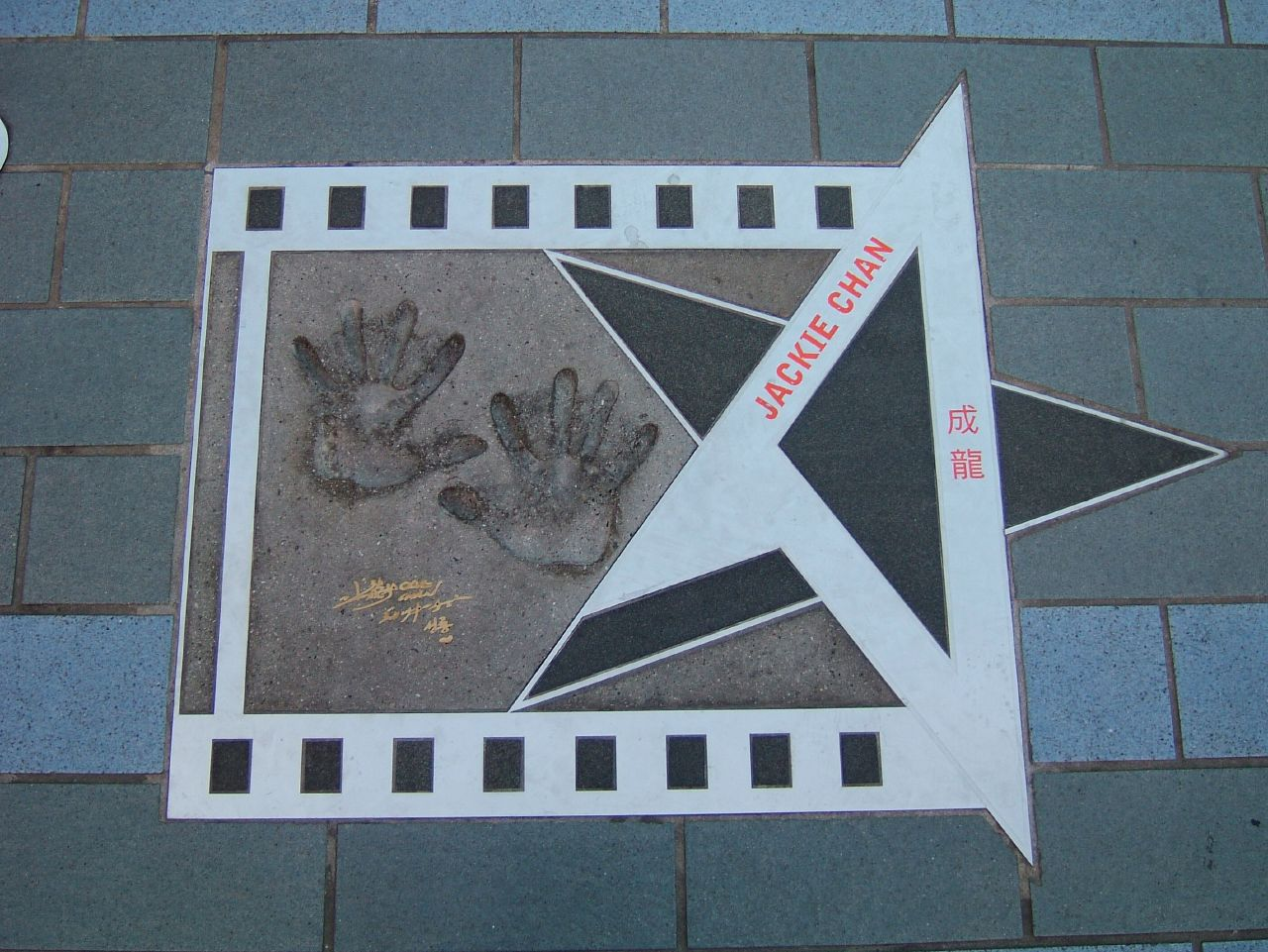
Estrella de Jackie Chan junto con las huellas de las palmas de sus dos manos y su firma en la avenida de las Estrellas de Hong Kong.

Dejando su marca como actor, director, productor, escritor y acróbata, Jackie Chan se había ganado a la audiencia estadounidense. Se le conoce internacionalmente por su modo peculiar de quedarse en equilibrio en situaciones inesperadas de alto riesgo, como en sillas, escaleras, edificios, ventanales y un sinfín de estrechos lugares; para lograrlo no utiliza utensilios, sino que simplemente se apoyaba con el dedo gordo de su pie. También se le conoce por esa gran sonrisa que siempre lo acompaña dentro y fuera de los focos. Su fórmula consistía en poner siempre un héroe poco entusiasta (todo lo contrario al tipo de héroe común de aquellos años, como era Arnold Schwarzenegger) quien debe salvar a un niño o a una mujer joven haciendo sus propias acrobacias siempre sin utilizar armas.
Chan realizaba sus propias escenas de acción y renunció al uso de dobles durante el rodaje, cosa que le ha acarreado romperse la cabeza en innumerables ocasiones, la mandíbula, los huesos de la mejilla, un hombro, la mayoría de los dedos de su mano, un tobillo y la nariz tres veces. En sus películas es muy común que durante los créditos finales se intercalen tomas falsas de los cortes acrobáticos que Jackie Chan realizó mal durante la producción de la película.
Jackie Chan está considerado hoy en día como un maestro de las artes marciales y sus fanáticos le conocen como el rey del Kung Fu. Es embajador del UNICEF, y además cuenta con su propia organización caritativa, ayudando por gente de todo el mundo, y por supuesto de sus fanáticos, le envían comida, ropa y dinero (el propio Jackie Chan guarda ropa que le regalan las agencias de viajes) para que todos los años cuando llegue la Navidad pueda dar grandes cantidades de donaciones y caridad.
En 2003 Jackie Chan conoció a los osos de Berlín al visitar la ciudad durante varias semanas para el rodaje de la película La vuelta al mundo en ochenta días. Allí se dejó fotografiar con cientos de Osos Buddy e hicieron un póster. En un taller visitó a artistas de todo el mundo que estaban trabajando en el proyecto United Buddy Bears. En el año 2004 se ocupó de que el círculo de los United Buddy Bears visitara Hong Kong. En la inauguración hizo entrega de tres cheques por un importe total de 1,43 millones de dólares de Hong Kong a UNICEF y a otras dos organizaciones para niños. Desde entonces, Chan celebra cada año concursos de dibujo en todo el mundo (no sólo para niños y jóvenes) sobre los osos. Su deseo es que el proyecto de los United Buddy Bears, el cual une a las naciones y en el que participan más de 150 artistas procedentes de distintos países, llegue también a Taipéi para ayudar a Taiwán a salir de la actual situación de aislamiento político.

## Controversias y mirada política
Después de la entrega de Hong Kong del Reino Unido a China en 1997, la política de Chan pasó gradualmente de una postura prodemocrática a una postura pro-Beijing. En 1989, Chan actuó en el Concierto por la Democracia en China en apoyo del movimiento democrático durante las protestas de la plaza de Tiananmen de 1989; para 2021, por el contrario, expresó su deseo de unirse al Partido Comunista Chino.Según Chan, quería ser miembro del Partido, pero sus fallas morales lo hacen no estar calificado. Chan afirmó que puede "ver la grandeza del PCC" y su opinión de que "cumplirá lo que dice y lo que promete en menos de 100 años, pero sólo en unas pocas décadas".
Durante una conferencia de prensa en Shanghái el 28 de marzo de 2004, Chan se refirió a las elecciones presidenciales de 2004 de la República de China recientemente concluidas en Taiwán, en las que los candidatos del Partido Democrático Progresista, Chen Shui-bian y Annette Lu, fueron reelegidos como presidente y vicepresidente. como "la broma más grande del mundo". Un legislador taiwanés y miembro de alto rango del PPD, Parris Chang, pidió al gobierno de Taiwán que prohibiera La vuelta al mundo en 80 días. La policía y el personal de seguridad separaron a Chan de decenas de manifestantes que gritaban "Jackie Chan, lárgate" cuando llegó al aeropuerto de Taipéi en junio de 2008.
Refiriéndose a su participación en el relevo de la antorcha para los Juegos Olímpicos de Pekín 2008 en Beijing, Chan se pronunció contra los manifestantes que interrumpieron el relevo varias veces intentando llamar la atención sobre un amplio número de quejas contra el gobierno chino. Advirtió que los "buscadores de publicidad" que planean impedirle llevar la antorcha olímpica "no se acercarán" a él. Chan también argumentó que la cobertura de los Juegos Olímpicos de ese año "nos brindaría otra forma de contarle al mundo sobre la cultura china".
De 2013 a 2023, Chan cumplió dos mandatos como miembro de la Conferencia Consultiva Política del Pueblo Chino, en representación del sector de "Literatura y Artes".

## Obras notables
- El maestro borracho (1978)
- The Young Master (1980)
- The Cannonball Run (1981)
- Police Story (1985)
- Rumble in the Bronx (1995)
- Rush Hour (1998)
- Rush Hour 2 (2001)
- Kung Fu Panda (2008)
- The Karate Kid (2010)
- Kung Fu Panda 2 (2011)
- Teenage Mutant Ninja Turtles: Mutant Mayhem (2023)
- Karate Kid: Legends (2025)